# Décio Pignatari
Décio Pignatari (Jundiaí, 20 de agosto de 1927 — São Paulo, 2 de dezembro de 2012) foi um publicitário, poeta, ator, ensaísta, professor e tradutor brasileiro, considerado, ao lado dos irmãos Haroldo e Augusto de Campos, com os quais formou o grupo Noigandres, um dos representantes da poesia concreta no Brasil.

## Biografia
Filho dos imigrantes italianos Antonio Pignatari e Italia Maria Micheli, nasceu em Jundiaí e passou sua infância e adolescência na cidade de Osasco, na zona oeste da Grande São Paulo, onde viveu sua primeira fase criativa.

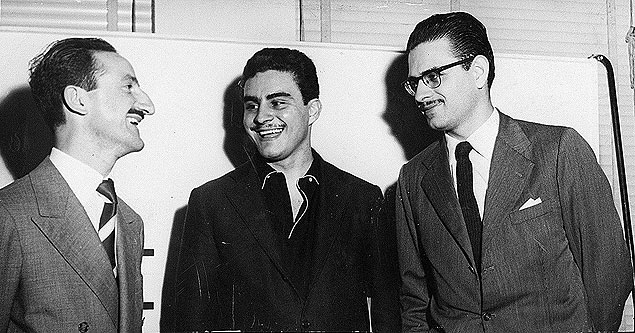
Décio Pignatari, Ronaldo Azeredo e Augusto de Campos no Ministério da Educação do Rio de Janeiro em fevereiro de 1957

Desde os anos 1950, realizava experiências com a linguagem poética, incorporando recursos visuais e a fragmentação das palavras. Tais aventuras verbais culminaram no Concretismo, movimento estético que fundou junto com Augusto e Haroldo de Campos, com quem editou as revistas Noigandres e Invenção e publicou a Teoria da Poesia Concreta (1965). Como teórico da comunicação, traduziu obras de Marshall McLuhan e publicou o ensaio Informação, Linguagem e Comunicação (1968). Em 1950, publicou seu primeiro livro de poesias, Carrossel. Sua obra poética está reunida em Poesia Pois é Poesia (1977).
Décio Pignatari publicou traduções de Dante Alighieri, Goethe e Shakespeare, entre outros, reunidas em Retrato do Amor quando Jovem (1990) e 231 poemas. Também publicou um volume de contos, O Rosto da Memória (1988), o romance Panteros (1992) e duas obras para o teatro, Céu de Lona e Viagem Magnética.
Em 1954, formou-se direito pela Faculdade de Direito da Universidade de São Paulo.

### Música
Sua relação com a expressão musical se deu das mais diversas formas, tendo realizado desde composições até trabalhos paralelos de interface com outras manifestações artísticas. Vale mencionar que Décio Pignatari foi jurado do Festival da Música Popular Brasileira, desde sua primeira edição, ainda na TV Excelsior.
Foi responsável pela composição da canção do filme Anuska, Manequim e Mulher, de 1968, dirigido por Francisco Ramalho Jr., juntamente com Rogério Duprat e Damiano Cozzella. Esta foi interpretada pela cantora Bibi Vogel. É autor da letra da canção-tema do filme Piconzé, com música de Damiano Cozzella, longa-metragem de animação do ano de 1972. Em 1979, Décio Pignatari publicou, juntamente com Gilberto Mendes, e através da Editora Novas Metas, as anotações para a execução em vozes corais da música "Motet em Ré menor ou Beba Coca Cola". Em 1993, o selo Demolições Musicais lançou o disco "Temperamental", uma parceria de Pignatari com Lívio Tragtemberg e Wilson Sukorski.

### Cinema
Décio Pignatari realizou algumas inacabadas experiências cinematográficas, tais como filmes de ficção que abandonou no meio. O único finalizado, de direção e roteiro seu, é o curta-metragem documental "Anos 30: entre duas guerras, entre duas artes".

## Filmografia
| Ano  | Título do Filme                    | Direção                 | Participação de Décio Pignatari |
| ---- | ---------------------------------- | ----------------------- | ------------------------------- |
| 1971 | Dez Jingles Para Oswald de Andrade | Rolf de Luna Fonseca    | Roteirista                      |
| 1978 | O Gigante da América               | Júlio Bressane          | Ator                            |
| 1977 | O Universo de José Mojica Marins   | Ivan Cardoso            | Roteirista                      |
| 1979 | H.O.                               | Ivan Cardoso            | Narrador                        |
| 1987 | O País dos Tenentes                | João Batista de Andrade | Ator                            |
| 1989 | Nasce a República                  | Roberto Moreira         | Roteirista                      |
| 1989 | A Arte no Auge do Império          | Denoy de Oliveira       | Roteirista                      |
| 1995 | Sábado                             | Ugo Giorgetti           | Ator                            |
| 2001 | Os Ratos                           | Carlos Adriano          | Roteirista                      |
| 2005 | A Marca do Terrir                  | Ivan Cardoso            | Roteirista                      |
| 2012 | Bocage (curta-metragem)            | Ivan Cardoso            | Ator                            |

## Morte
O poeta morreu por insuficiência respiratória e pneumonia aspirativa às 9h do dia 2 de dezembro de 2012, um domingo, aos 85 anos. Estava internado desde o dia 30 de novembro de 2012 no Hospital Universitário da USP (HU). Ele também sofria de Mal de Alzheimer.

#### Poesia
- O Carrossel. São Paulo: Cadernos do Clube de Poesia, 1950.
- Rumo a Nausicaa. São Paulo: Noigandres, 1952.
- Organismo. s/n, 1960.
- Exercício Findo. São Paulo: Invenção, 1968.
- Poesia Pois É Poesia (1950-1975). São Paulo: Duas Cidades, 1977. [2ª edição, São Paulo: Brasiliense, 1986].
- Vocogramas. São Paulo: Revista Código/Erthos Albino de Souza, 1985.
- Poesia Pois É Poesia (1950-2000). Cotia/Campinas, Ateliê Editorial/Editora Unicamp, 2004. [Reúne a obra poética de Décio Pignatari, traz também traduções e trabalhos inéditos do autor].

#### Contos
- O Rosto da Memória. São Paulo: Brasiliense, 1986. [2ª edição, Cotia: Ateliê Editorial, 2014].

#### Romance
- Panteros. Rio de Janeiro: Editora 34, 1992.

#### Peças teatrais
- Céu de Lona (com projeto gráfico e ilustrações Jussara Farias de Mattos Salazar). Curitiba: Travessa dos Editores, 2004.
- Viagem Magnética. Cotia: Ateliê Editorial, 2014.

#### Literatura Infantil
- Bili com limão verde na mão (projeto gráfico Luciana Facchini; ilustrações Daniel Oliveira Bueno). São Paulo: Cosac Naif, 2009.

#### Ensaios e crônicas
- Podbre Brasil!: Crônicas políticas. Campinas: Pontes Editores, 1988.
- Terceiro Tempo. Cotia: Ateliê Editorial, 2014.

#### Memórias
- Errâncias. São Paulo: Editora Senac, 2000.

#### Estudos Teóricos
- Teoria da Poesia Concreta: Textos Críticos e Manifestos (1950-1960), 1965 (com Haroldo e Augusto de Campos). São Paulo: Edições Invenção. [2ª edição ampliada, São Paulo, Duas Cidades, 1975; 3ª edição, Brasiliense, 1987; 4ª edição, Ateliê Editorial, 2006].
- Informação, Linguagem, Comunicação. São Paulo: Perspectiva, 1968. [2ª edição, Cultrix, 1997; 3ª edição, Ateliê Editorial, 2003].
- Contracomunicação. São Paulo: Perspectiva, 1971. [Reedição, Cotia: Ateliê Editorial, 2004].
- Semiótica e Literatura. s/n: 1974. [2ª edição, Cotia: Ateliê Editorial, 2004].
- Comunicação Poética. São Paulo: Editora Cortez e Moraes, 1977.
- Semiótica & Literatura: icônico e verbal, oriente e ocidente. São Paulo: Perspectiva, 1979.
- Por um Pensamento Icônico: semiótica da arte e do ambiente urbano. Tese de Livre Docência, São Paulo: Faculdade de Arquitetura e Urbanismo da Universidade de São Paulo, 1979.
- Rio Decô (com Sergio Bernardes; introdução de Luciano Figueiredo e Oscar Ramos). Rio de Janeiro: Edições Achiamé, 1980.
- Semiótica da Arte e da Arquitetura. São Paulo: Cultrix, 1980. [2ª edição, Cotia: Ateliê Editorial, 2004].
- Signagem da Televisão. São Paulo, Brasiliense, 1984.
- Comunicação e Novas Tecnologias: Reflexões. São Paulo: Editora Com-Arte, 1984.
- Malacologia e semiótica (com Vera Cecília Machline). s/n: 1984.
- Foto-grafismo. (com Stefania Bril). Rio de Janeiro: Funarte/Instituto Nacional da Fotografia, 1985.
- O que é comunicação poética. São Paulo: Brasiliense, 1987.
- Design Simbólico. s/n: 1988.
- Tempos da Arte e da Tecnologia. s/n: 1993.
- A Arte de Almandrade (com Haroldo Cajazeira e Luiz Rosemberg Filho). s/n: 1995.
- Da Janela à Não-Janela. s/n: 1995.
- Letras, Artes, Mídia. São Paulo: Editora Globo, 1995.
- Biografia: sintoma da cultura (com Fani Hisgail). São Paulo: Hacker Editores, 1997.
- Cultura pós-nacionalista. Rio de Janeiro: Imago, 1998.

#### Organização de antologias e traduções (transcriações)
- A lei e os lucros: cuidado com os seus impostos, de C. Northcote Parkinson. São Paulo: Editora Pioneira, 1960.
- Cantares de Ezra Pound (com Haroldo e Augusto de Campos). Rio de Janeiro: Serviço de Documentação-MEC, 1960.
- Antologia Poética de Ezra Pound (com Haroldo de Campos, José Lino Grünewald e Mário Faustino). Lisboa: Ulisséia, 1968.
- Mallarmé (com Haroldo e Augusto de Campos). São Paulo: Perspectiva, 1978 [2ª edição, 1980; 3ª edição, ampliada. 2006].
- Ezra Pound - Poesia. (com Augusto de Campos, Haroldo de Campos, José Lino Grünewald e Mário Faustino; organização, introdução e notas de Augusto de Campos). São Paulo: Hucitec; Brasília: Editora UnB, 1983.
- Retrato do Amor Quando Jovem. São Paulo: Companhia das Letras, 1990.
- 31 Poetas, 214 Poemas: Do Rigveda e Safo a Apollinaire. São Paulo: Companhia das Letras, 1996.
- Marina - Marina Tsvietáieva (Марина Цветаева). Curitiba: Travessa dos Editores, 2005.
- Os meios de comunicação como extensões do homem, de Marshall Mcluhan. São Paulo: Cultrix, 2005.

#### Seletas, coletâneas e antologias (participação)
- Concrete Poetry: an international anthology. (organização e introdução Stephen Bann). London: London Magazine Editions, 1967.
- An Anthology of Concrete Poetry. (organização Emmett Williams). New York: Something Else Press, 1967.
- Concrete Poetry: a World View. (organização e introdução Mary Ellen Solt). Bloomington: Indiana University Press, 1968.
- Libertinos Libertários. (organização Adauto Novaes). São Paulo: Companhia das Letras, 1996.
- O animal que parou os relógios - ensaios sobre comunicação, cultura e mídia. (seleção e organização Norval Baitello Junior). Coleção E-7. São Paulo: Annablume, 1997.
- 12 Poemas para dançarmos. (organização Gisela Moreau). São Paulo: Editora SESC, 2000.
- Os cem melhores poetas brasileiros do século. (seleção José Nêumanne Pinto; textos introdutório e notas biobliográficas Rinaldo de Fernandes; ilustrações Tide-Hellmeister). São Paulo: Geração Editorial, 2001
- Tensões e objetos. (organização Maria Helena Weber, Ione Bentz e Antonio Hohlfeldt). Porto Alegre: Editora Sulina, 2002.
- Ivan Cardoso: O Mestre do Terrir. [autor do prefácio] São Paulo: Imprensa Oficial, 2008.
- Depoimentos sobre João Guimarães Rosa e a sua obra. (organização de Adauto Novaes). São Paulo: Saraiva, 2011.
- Antologia da Poesia Erótica Brasileira. (organização de Eliane Robert Moraes). Cotia: Ateliê Editorial, 2014.

#### Obras publicadas em edições estrangeiras
- Alemão: Noigandres: Konkrete Texte [Poesia Concreta]. Edição Max Bense e Elisabeth Walther. Prefácio de Helmut Heissenbuettel e posfácio de Haroldo de Campos. Stuttgart, 1962. (Série Rot, n. 7).
- Espanhol: Información, Lenguage, Comunicación [Informação, Linguagem, Comunicação]. Tradução Basilio Losada Castro. Barcelona: Editorial Gustavo Gili, 1977.
- Espanhol: Semiótica del Arte y de la Arquitectura [Semiótica da Arte e da Arquitetura]. Tradução Basilio Losada Castro. Barcelona: Editorial Gustavo Gili, 1983.
- Espanhol: Noigandres I: Augusto de Campos, Décio Pignatari, Haroldo de Campos. Prólogo e seleção de Hilda Scarabótolo de Codima e tradução de Antonio Cisneros. Lima: Centro de Estudos Brasileiros, 1983.
- Espanhol: Galaxia concreta. Textos de Haroldo de Campos, Augusto de Campos e Décio Pignatari. Edição de Gonzalo Aguilar. Ciudad do México: Universidad Iberoamericana: Artes de México, 1999.
- Francês: Plano-Piloto para Poesia Concreta. Texto de Décio Pignatari, Augusto de Campos e Haroldo de Campos. Tradução de Pierre Garnier. Revista francesa Les Lettres - Poésie Nouvelle, 1963.
- Inglês: Concrete Poetry of Brazil. The Times Literary Supplement, Londres.
- Japonês: Plano-Piloto para Poesia Concreta. Texto de Décio Pignatari, Augusto de Campos e Haroldo de Campos. Tradução de Kitasono Katsue. Revista VOU, Tóquio.